# Heteropoda warthiana
Heteropoda warthiana là một loài nhện trong họ Sparassidae.
Loài này thuộc chi Heteropoda. Heteropoda warthiana được Embrik Strand miêu tả năm 1907.